# Antotipija
Antotipija (grč. άνθος, ánthos, 'cvijet' i τύπος, týpos 'otisak') slika je izrađena uporabom biljnoga fotoosjetljivog materijala pod utjecajem svjetlosti (primjerice, UV-svjetlost, sunčeve zrake).
Emulzija se pravi od zdrobljenih latica cvijeća ili bilo kojeg drugog dijela biljke, voća ili povrća osjetljiva na svjetlost. List papira prekriva se emulzijom, a zatim se suši. Na papir se stavi lišće, prozirni fotopozitiv ili koji drugi materijal, a zatim se izlaže izravnoj sunčevoj svjetlosti ili izvoru ultraljubičastog zračenja dok dio slike koji nije prekriven materijalom ne izblijeli. Izvorna boja ostaje u zasjenjenim dijelovima ovisno o izloženosti.
Papir ostaje osjetljiv na slične izvore zračenja. Rad se ne može naknadno popravljati.
Boja antocijanidinā, antocijanā, karotinoidā i drugih biljnih materijala osjetljivih na svjetlost ovisi o pH-vrijednosti vode i papira.

## Povijest
Fotoosjetljiva svojstva biljaka poznata su znanstvenicima stoljećima. Među mnogim ranim opažanjima ističu se pokusi Henrija Augusta Vogela u Parizu. Godine 1816. otkrio je da alkoholna tinktura crvenih karanfila, ljubičica ili divljeg maka pobijeli iza plavog stakla za nekoliko dana, dok se iza crvenog stakla ne mijenja nakon približno jednakoga vremenskog razdoblja. Pamuk i papir obojeni ovim tinkturama pokazali su iste razlike.
Antotipski proces otkrio je 1839. godine sir John Herschel. Herschel je spominjao eksperiment 11. listopada 1839. u radu objavljenu 1840. u Philosophical Transactionsu pri londonskome Kraljevskom društvu. Herschel je dao odgovarajući uvod procesu antotipije u radu iz 1842. za istu instituciju. Mary Somerville temeljila je svoj rad na Herschelovu istraživanju i dokumentirala ga u pismu njemu iz 1845. Sir John Herschel predstavio je njezino otkriće Kraljevskome društvu dajući joj punu zaslugu u svom radu iz 1845. godine.
Herschelovo istraživanje izrade fotografskih slika od cvijeća bilo je ograničeno i naposljetku je napušteno jer se nije moglo naći nikakve komercijalne primjene procesu kojemu trebaju dani za proizvodnju slike.[nedostaje izvor]
Proces je i dalje bio naveden u fotografskoj literaturi tog vremena, ali vjerojatno je bio u maloj uporabi.
S vremenom je proces stekao reputaciju kao vrlo nepraktičan. Trajnost slike dovedena je u pitanje, ali čini se da je ovaj problem uglavnom povezan s izborom cvijeća i biljaka.[nedostaje izvor]

## Princip
Sunčeve zrake uništavaju boju poput neke vrste kromatske analize u kojoj su dva različita elementa boje odvojena, a potom je jedan uništen, dok je drugi očuvan. Djelovanje je ograničeno unutar vidljivog spektra, pa je vidljiva velika razlika između djelovanja sunčevih zraka na povrtne sokove i na spojeve srebra koji su najosjetljiviji na djelovanje nevidljivoga ultraljubičastog zračenja.
Također se može uočiti da su zrake koje su učinkovite u uništavanju određene nijanse često one čije spajanje proizvodi boju ili komplementarnu uništenoj nijansi ili njoj sličnu. Primjerice, narančastožute boje uništavaju s više energije plave zrake, dok plavu nijansu uništavaju crvene, narančaste i žute zrake.

## Uporaba
Njome se u radu koriste brojni umjetnici.
Pri pripravi treba biti oprezan jer biljke, pa i mnoge vrtne, mogu biti otrovne, preporuča se nošenje rukavica.

## Svijetski dan antotipije
Od 2022.  svake 3. subote u  mjesecu kolovozu organizira se svjetski dan antotipije. Organizator događanja je alternativephotography.com. Od 2025. dan  manifestacije pomaknut je na posljednu subotu u listopadu.